# The Chocolate Watchband
The Chocolate Watchband ist eine US-amerikanische Garagenrock-Band, die 1965 in Los Altos, Kalifornien gegründet wurde. Die Gruppe hat eine Reihe von Wechseln in der Besetzung durchgemacht. Das Verschmelzen von rauem, ungeschliffenem Garage Rock und Psychedelic-Rock-Klängen machte die Band zu Vorreitern des Punk.

## Geschichte

### Gründung (1965)
Die Watchband wurde im Sommer 1965 in Los Altos, Kalifornien von Ned Torney und Mark Loomis gegründet. Die beiden spielten gemeinsam in einer Kapelle namens „The Chaparrals“ im Jahre 1964. Die beiden wurden durch Rick Young (Bass), Pete Curry (Schlagzeug), Jo Kemling (E-Piano) und Danny Phay (Gesang) verstärkt, und die Chocolate Watchband ward geboren. Der Name war anfangs ein Witz.
Die Gruppe fing wie gewöhnlich mit Rock ’n’ Roll und Blues-Standards an und bekam erste Auftrittsmöglichkeiten. Später kupferte sie zeitgenössische Stücke von vor allem den Kinks, den Stones & The Who ab. Davon nahm sie letztendlich auch einige auf, „I’m Not Like Everybody Else“ von den Kinks oder „Come On“ der Stones unter anderem. Curry wurde bald durch Gary Andrijasevich ersetzt, einen Jazz-Schlagzeuger der Cupertino High School.
Die Kombo wurde immer bekannter, als Torney und Phay das Angebot einer mitstreitenden Band ihrer Gegend annahmen, The Otherside. Kemling folgte bald darauf, sodass die erste Besetzung bald vollständig aufgelöst war.

### Vom Garage zum Psychedelic Rock
Als die erste Besetzung der Gruppe aufgelöst war, schloss sich Mark Loomis den Shandels an. Er trat auch aus dieser Vereinigung kurze Zeit später wieder aus und stellte unter dem mittlerweile herrenlosen Namen „The Chocolate Watchband“ eine neue Gruppe mit dem Shandels-Bassisten Bill „Flo“ Flores und erneut Gary Andrijasevich zusammen. Als Nächstes überredete er den ehemaligen Topsiders-Klampfenspieler Sean Tolby sich anzuschließen. Dann wurde der seinerzeit noch Biologie an der San José Staatsuniversität studierende David Aguilar als Hauptsänger verpflichtet.
Loomis war als (Neu-)Gründer der Band auch der gegebene Anführer und erschloss innerhalb der ersten Woche des Bestehens der neuen Besetzung Auftrittsmöglichkeiten in San Franciscos Konzerthallen und Nachtlokalen. Die Band stach heraus, da sie nicht nur die zu jener Zeit gängigen Lieder an der Spitze der Hitparade nachspielte, sondern auch gänzlich unbekannte Stücke, die in den Staaten deswegen zuerst mit der Watchband in Verbindung gebracht wurden, noch bevor man die Urheber kannte.

## Diskografie
Einspieler
- „Sweet Young Thing“ B-Seite: „Baby Blue“ (Uptown 740) (1966)
- „Misty Lane“ B-Seite: „She Weaves a Tender Trap“ (Uptown 749) (1967)
- „Are You Gonna Be There (At the Love-In)“ B-Seite „No Way Out“ (Tower 373) (1967)

Alben
- No Way Out (Tower ST 5096) (1967)
- The Inner Mystique (Tower ST 5106) (1968)
- One Step Beyond: (Tower ST 5153) (1969) (als die Chocolate Watchband)
- Get Away (Orchard 3716) (2000)
- At the Love-In Live! (Roir 8272) (2001)

Sammlungen
- The Best of the Chocolate Watchband (1983)
- Forty Four (1984)
- Melts in Your Brain...Not On Your Wrist! (2005)